# ینس اوتو کراگ
ینس اوتو کراگ (انگلیسی: Jens Otto Krag؛ زاده ۱۵ سپتامبر ۱۹۱۴ – درگذشته ۲۲ ژوئن ۱۹۷۸) یک سیاستمدار اهل دانمارک بود.